# Karl Ernst Emil Hoffmann
Karl Ernst Emil Hoffmann oder Carl Ernst Emil Hoffmann (auch Ernst Hoffmann; * 26. April 1827 in Darmstadt; † 15. Dezember 1877 in Basel) war ein deutscher Arzt, Anatom, Physiologe und Hochschullehrer in Basel.

## Leben
Hoffmann studierte an den Universitäten in Gießen und Jena Naturwissenschaften und absolvierte im Januar 1850 die Staatsprüfung als Apotheker. Anschließend besuchte er, da er mit seinem Beruf unzufrieden war, das Gymnasium zu Darmstadt, studierte dann an den Universitäten Gießen und (unter anderem bei Rudolf Virchow) Würzburg Medizin. Nachdem er bereits 1856 die Staatsprüfung in Medizin bestanden hatte, ließ er sich in Gießen als praktischer Arzt nieder, arbeitete aber zugleich an seiner Habilitation und wurde dort an der Universität Prosektor, was in etwa der Stellung eines Wissenschaftlichen Assistenten entspricht. 
Im Jahr 1863 nahm Hoffmann eine Stellung als Dozent und Prosektor an der Universität Basel an, wurde dort 1864 zunächst außerordentlicher, dann 1872 ordentlicher Professor für Anatomie sowie Vorsteher des Pathologischen Instituts in Basel. 1874 wurde ihm die Stellung als Dekan, 1876 die des Rektors der Universität Basel zuteil. Er war zudem mit dem Posten des Universität-Archivarius betraut und außerdem Präsident der Medizinischen Gesellschaft. 
1877 starb er unerwartet am Sektionstisch.

## Schriften (Auswahl)
- Lage der Eingeweide. 1863.
- Grundriß der Anatomie des Menschen. 1865.
- Pathologisch-anatomische Veränderungen beim Abdominaltyphus. 1867.
- Lehrbuch der Anatomie des Menschen. 1870–1872.